# 北部工業団地 (タイ)
北部工業団地 (タイ語:นิคมอุตสาหกรรมภาคเหนือ、英語：Northern Region Industrial Estate）は、タイのタイ工業団地公社の管理する工業団地の一つ。タイ北部ラムプーン県に位置する。1985年に開設。 

## 概要
北部工業団地の建設は、タイの地方の工業発展の推進を謳った第4次国家経済社会開発5ヵ年計画（1977年‐1981年）と地方主要都市、準主要都市の工業発展の推進を謳った第5次国家経済社会開発5ヵ年計画（1982年‐1986年）に合致した計画として、タイ工業団地公社によって建設計画が進められた。この計画に基づき、1983年3億5800万バーツを投じ、建設工事開始。1985年に供用を開始した。

## 管理事務所所在地
ラムプーン県 ムアンラムプーン郡 タムボン･バーングラーン スーパーハイウェイ ムー4、60 
（60 หมู่ 4 ถ.ซุปเปอร์-ไฮเวย์ ตำบลบ้านกลาง อำเภอเมือง จังหวัดลำพูน 51000） 
- 各地からの距離
  - バンコクより689km
  - チェンマイ県より30km
  - チェンマイ国際空港より27km

## 用地
- 用地面積 - 総面積 286ha（内訳は一般工業区 56ha、IEATフリーゾーン 128ha、住宅・商業用区 17ha、未分譲住宅・商業用区 5.6ha など）

## 施設
- 水道水：グワン川から取水。50万立方メートルの貯水池を保有。給水能力は23,000㎥/日。
- 電力：電力供給能力が60メガボルトアンペア。電圧は22キロボルト。
- 電話：3,000回線 （IDSL、ISDN利用可）
- 廃水処理 ：汚水処理用貯水池方式による共同廃水処理システム。処理能力は一日当り15,000㎥。処理水は一部再利用され、残りはグワン川へ流される。
- 道路：幹線道路は幅員12m、アスファルト舗装6km。補助幹線道路は幅員10m、アスファルト舗装6.5km。
- ワンストップサービスセンター（OSOS）がある。

## 関連事項
- 工業省 (タイ)
- タイ工業団地公社